# 阿莱克西斯·基维

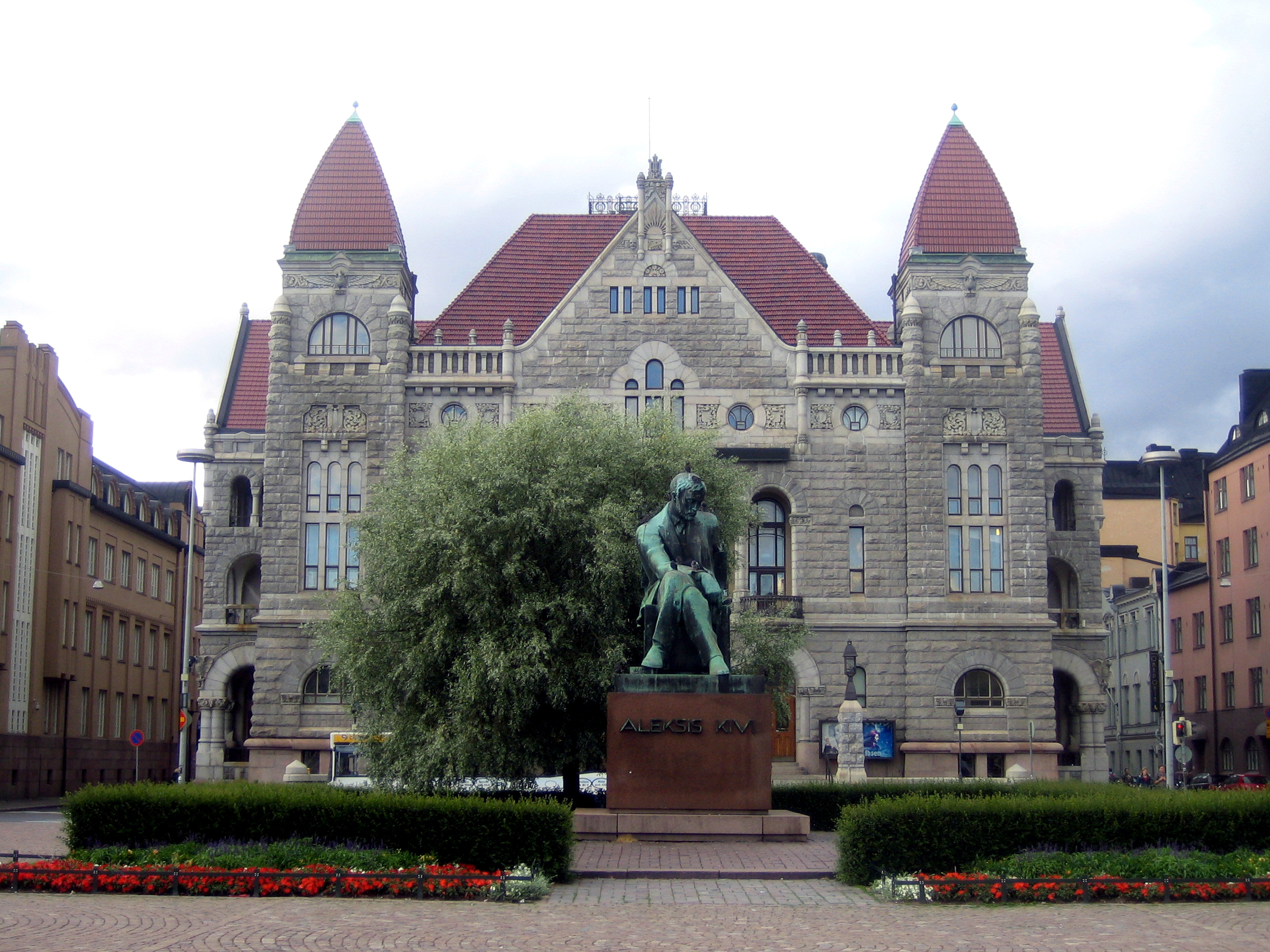
位于赫尔辛基铁路广场，芬兰国家剧院前面的基维雕像，由韦伊诺·阿尔托宁设计

阿莱克西斯·基维（芬蘭語：Aleksis Kivi，1834年10月10日—1872年12月31日），出生时原名为阿莱克西斯·斯滕瓦尔（瑞典語：Alexis Stenvall），是一位芬兰作家。他写的小说《七兄弟》是第一部用芬兰语写成意义重大的小说。他是第一批用芬兰语来写散文和歌词的作家，现在他依然被认为是这批作家中最优秀的一个。